# Marmassana
Marmassana è una frazione di 24 abitanti del comune di Isola del Cantone, nella città metropolitana di Genova. Ubicata a 632 metri sul livello del mare, il territorio della Parrocchia comprende anche i villaggi di Casissa (disabitato), Ca' de Su, Barma, Busti, Cavannella, Cascina e Lavaggio.

## Geografia fisica

### Territorio
Il paese è situato sull'Appennino ligure nell'alta valle Scrivia.  Si trova a 7,6 chilometri di distanza stradale da Isola del Cantone ed è raggiungibile percorrendo la strada provinciale che porta verso la frazione di Montessoro e da questa svoltando a destra percorrendo poi la strada comunale per Marmassana.

### Clima
Il clima è temperato ad estate tiepida. Con estati tiepide (temperatura media non superiore ai 22°) e inverni piuttosto rigidi.

## Storia

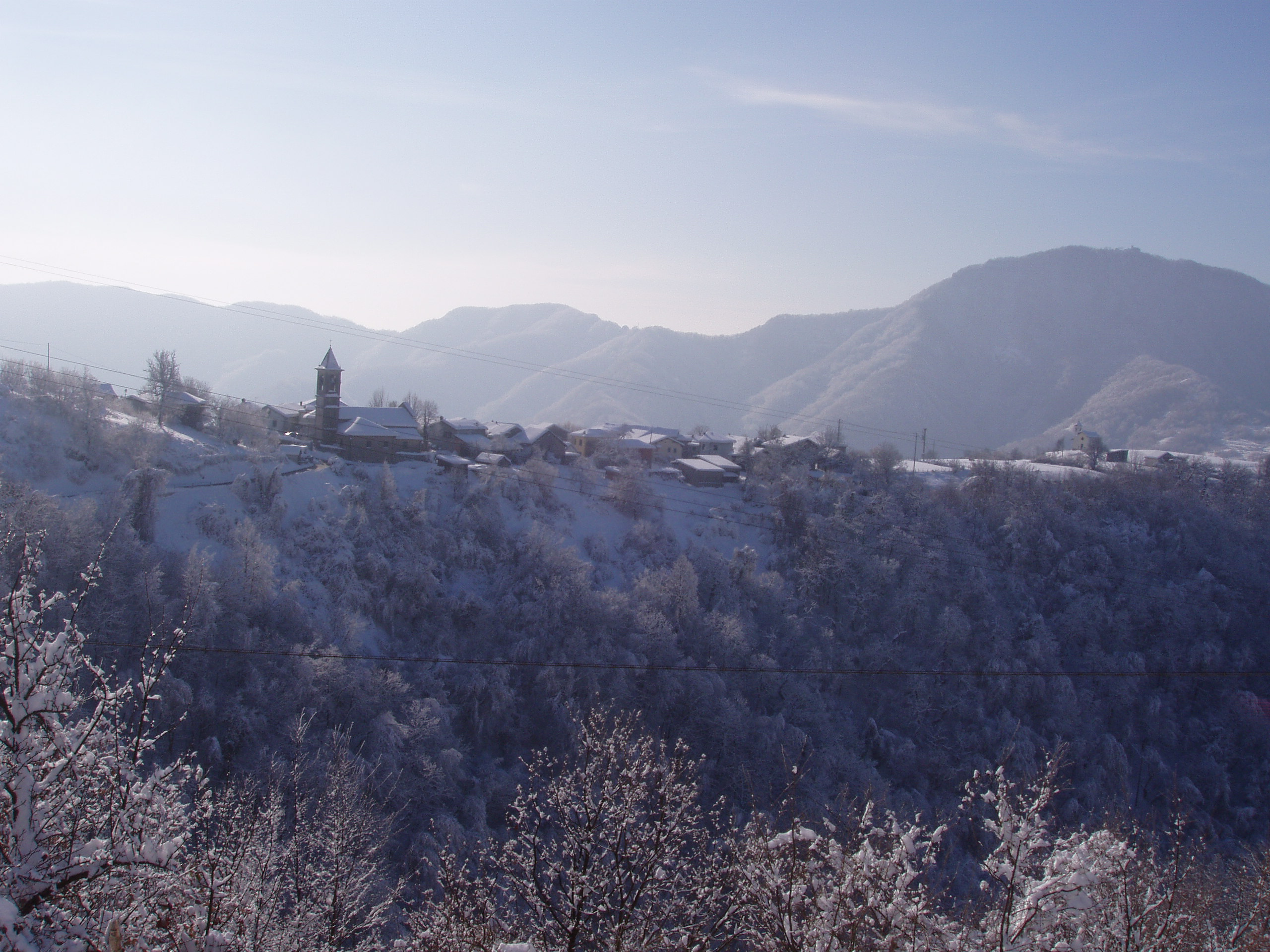
Panorama invernale della frazione

Sembrerebbe che il toponimo Marmassana sia di derivazione ligure dalla parola "marmu" intendendosi con questo termine pietra da costruzione.
Il primitivo insediamento fu una filiazione o fattoria decentrata del monastero di San Michele di Campolungo di Isola del Cantone, a sua volta dipendente dal grande monastero benedettino di San Michele della Chiusa in Val di Susa, da cui deriverebbe la titolarità della parrocchia.
Il nome del paese viene citato per la prima volta in un atto notarile del 1191.
Successivamente Marmassana, Casissa e Busti sono citate nell'atto di vendita del 1235, da parte dei signori di Montalto al comune di Tortona del castello di Roccaforte, allora denominato Rocca de' Piè, e delle sue appartenenze.
Nel 1313 un diploma dell'Imperatore Enrico VII mise fine alle contese tra Tortona e Genova per i possedimenti della valle Scrivia investendo Opizzino Spinola di tutti questi feudi.
Dal punto di vista amministrativo Marmassana fu inclusa nella giurisdizione di Montecanne.
Tale situazione perdurò fino al periodo napoleonico quando nel 1797, con la soppressione dei feudi imperiali, tutti i territori della valle furono incorporati nella Repubblica Ligure, poi nel Primo impero francese ed infine nel 1815 nel Regno di Sardegna e successivamente nel Regno d'Italia.
Negli anni settanta Giangiacomo Feltrinelli (Milano, 1926 - Segrate, 1972), editore, attivista e partigiano, soggiornò nella località di Casissa. 

## Monumenti e luoghi d'interesse

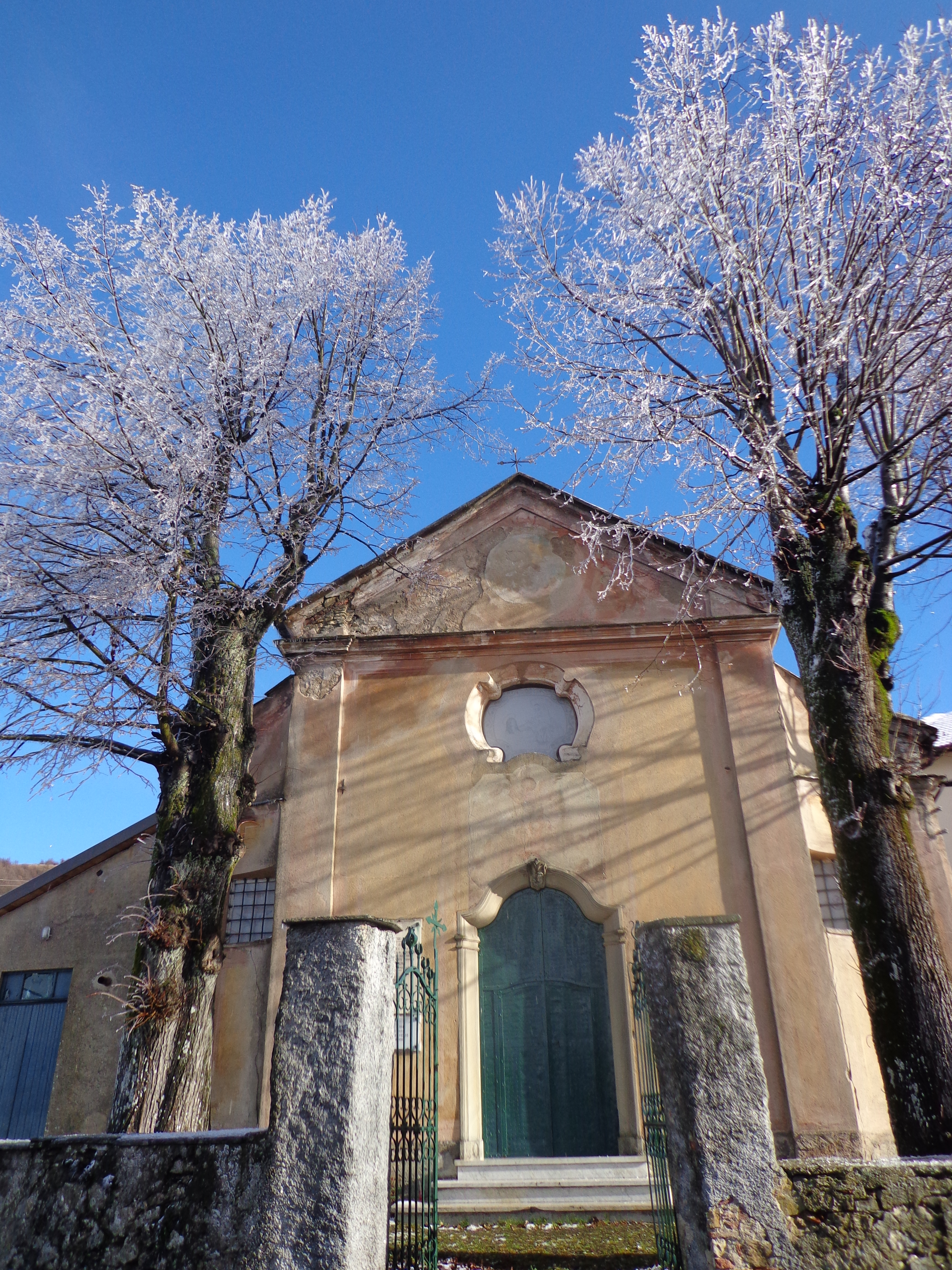
La parrocchiale di San Michele Arcangelo

### Architetture religiose
- Chiesa parrocchiale di San Michele Arcangelo.
- Cappelletta della Madonna della Guardia.
- Chiesetta della Madonna della Salute nella località di Casissa.

### Architetture civili
- Ponte di Zan, ponte medievale sul Rio Busti e legato ad antiche leggende.